# Campsegret
Campsegret est une commune française située dans le département de la Dordogne, en région Nouvelle-Aquitaine.

## Géographie

### Généralités
Dans l'aire d'attraction de Bergerac, la commune de Campsegret est située dans le quart sud-ouest du département de la Dordogne, en limite du Bergeracois et du Landais. Elle est arrosée par la Seyze, appelée Galinat dans sa partie amont.
Au confluent du Galinat et d'un petit affluent, le Campsegret, et traversé par la route nationale 21, le bourg de Campsegret se trouve, en distances orthodromiques, neuf kilomètres au nord-est du centre-ville de Bergerac et vingt kilomètres au sud-est de Mussidan.
Entre Montagnac-la-Crempse au nord et Queyssac au sud, le sentier de grande randonnée GR 654 traverse la commune sur cinq kilomètres et demi, passant par le bourg.

### Communes limitrophes
Campsegret est limitrophe de sept autres communes, dont Douville au nord-est par un quadripoint.
|                        | Montagnac-la-Crempse | Douville, Saint-Martin-des-Combes |
| Eyraud-Crempse-Maurens | Campsegret           | Saint-Georges-de-Montclard        |
| Queyssac               | Lamonzie-Montastruc  |                                   |

### Géologie et relief

#### Géologie
Situé sur la plaque nord du Bassin aquitain et bordé à son extrémité nord-est par une frange du Massif central, le département de la Dordogne présente une grande diversité géologique. Les terrains sont disposés en profondeur en strates régulières, témoins d'une sédimentation sur cette ancienne plate-forme marine. Le département peut ainsi être découpé sur le plan géologique en quatre gradins différenciés selon leur âge géologique. Campsegret est située dans le troisième gradin à partir du nord-est, un plateau formé de calcaires hétérogènes du Crétacé.
Les couches affleurantes sur le territoire communal sont constituées de formations superficielles du Quaternaire et de roches sédimentaires datant pour certaines du Cénozoïque, et pour d'autres du Mésozoïque. La formation la plus ancienne, notée c5e, date du Campanien 5, des calcaires bioclastiques jaunâtres à rudistes, orbitoides media, Larrazetia, calcaires gréseux jaunes à grands silex versicolores, lumachelles à huîtres. La formation la plus récente, notée CF, fait partie des formations superficielles de type colluvions indifférenciées sablo-argileuses et argilo-sableuses. Le descriptif de ces couches est détaillé dans  la feuille « no 806 - Bergerac » de la carte géologique au 1/50 000 de la France métropolitaine, et sa notice associée.

Carte géologique de Campsegret.

#### Relief et paysages
Le département de la Dordogne se présente comme un vaste plateau incliné du nord-est (491 m, à la forêt de Vieillecour dans le Nontronnais, à Saint-Pierre-de-Frugie) au sud-ouest (2 m à Lamothe-Montravel). L'altitude du territoire communal varie quant à elle entre 68 m et 201 m,.
Dans le cadre de la Convention européenne du paysage entrée en vigueur en France le 1er juillet 2006, renforcée par la loi du 8 août 2016 pour la reconquête de la biodiversité, de la nature et des paysages, un atlas des paysages de la Dordogne a été élaboré sous maîtrise d’ouvrage de l’État et publié en octobre 2020. Les paysages du département s'organisent en huit unités paysagères et 14 sous-unités. La commune fait partie du Périgord central, un paysage vallonné, aux horizons limités par de nombreux bois, plus ou moins denses, parsemés de prairies et de petits champs.
La superficie cadastrale de la commune publiée par l'Insee, qui sert de référence dans toutes les statistiques, est de 13,83 km2,,. La superficie géographique, issue de la BD Topo, composante du Référentiel à grande échelle produit par l'IGN, est quant à elle de 13,94 km2.

### Hydrographie

#### Réseau hydrographique
La commune est située dans le bassin de la Dordogne au sein du Bassin Adour-Garonne. Elle est drainée par la Seyze, le Campsegret et par divers petits cours d'eau, qui constituent un réseau hydrographique de 14 km de longueur totale,.
La Seyze (ou Galinat dans sa partie amont), d'une longueur totale de 9,58 km, prend sa source à Montagnac-la-Crempse et se jette dans le Caudeau en rive droite à Lembras, face à Creysse,. Elle traverse la commune de l'ouest au sud sur près de quatre kilomètres, servant de limite territoriale sur près d'un kilomètre et demi, en deux tronçons, face à Eyraud-Crempse-Maurens et Queyssac.
Son affluent de rive gauche le Campsegret prend sa source dans le nord du territoire communal qu'il arrose en direction du sud sur plus de quatre kilomètres.

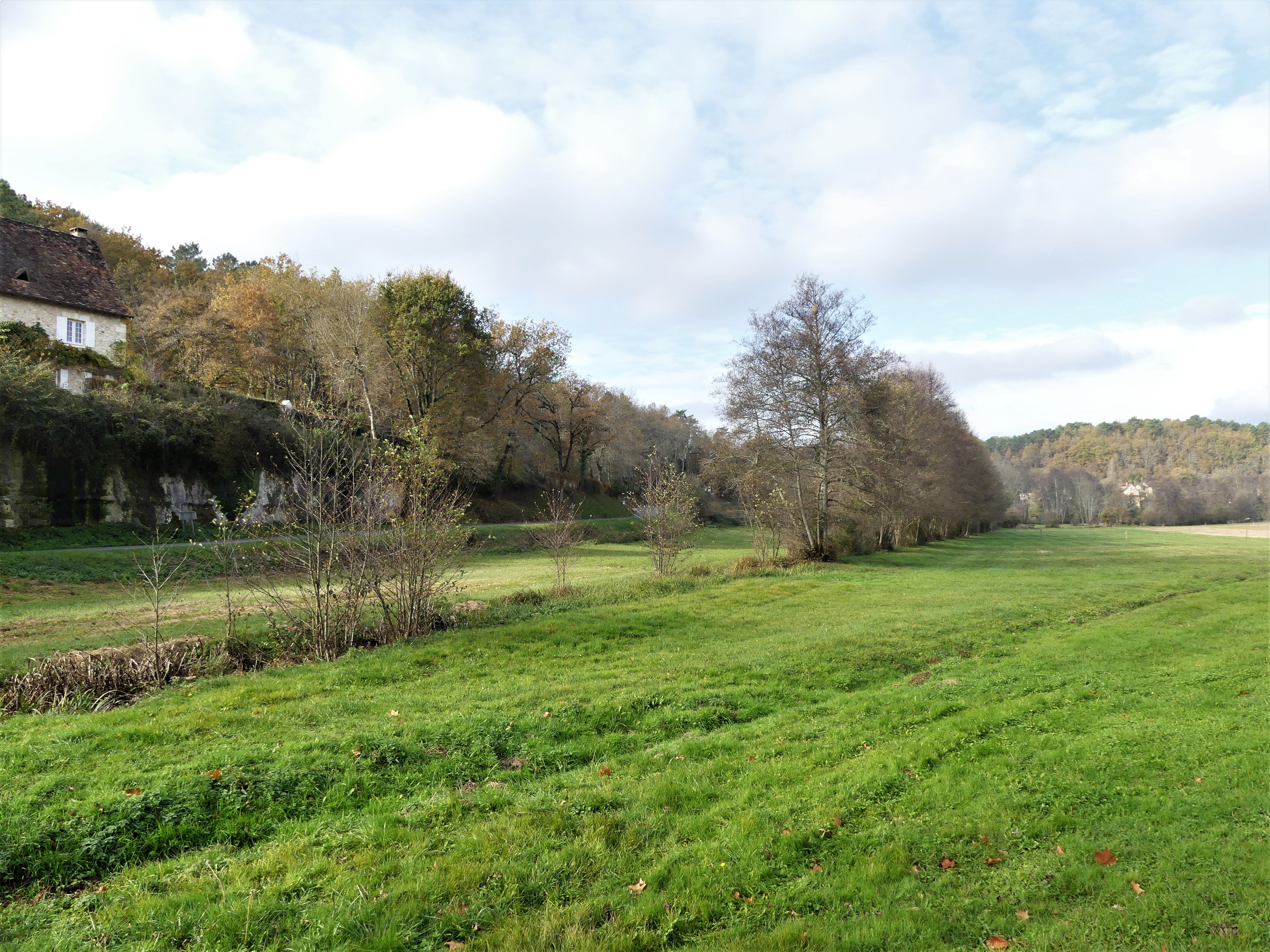
La vallée du Galinat à l'ouest du lieu-dit Puymalet.
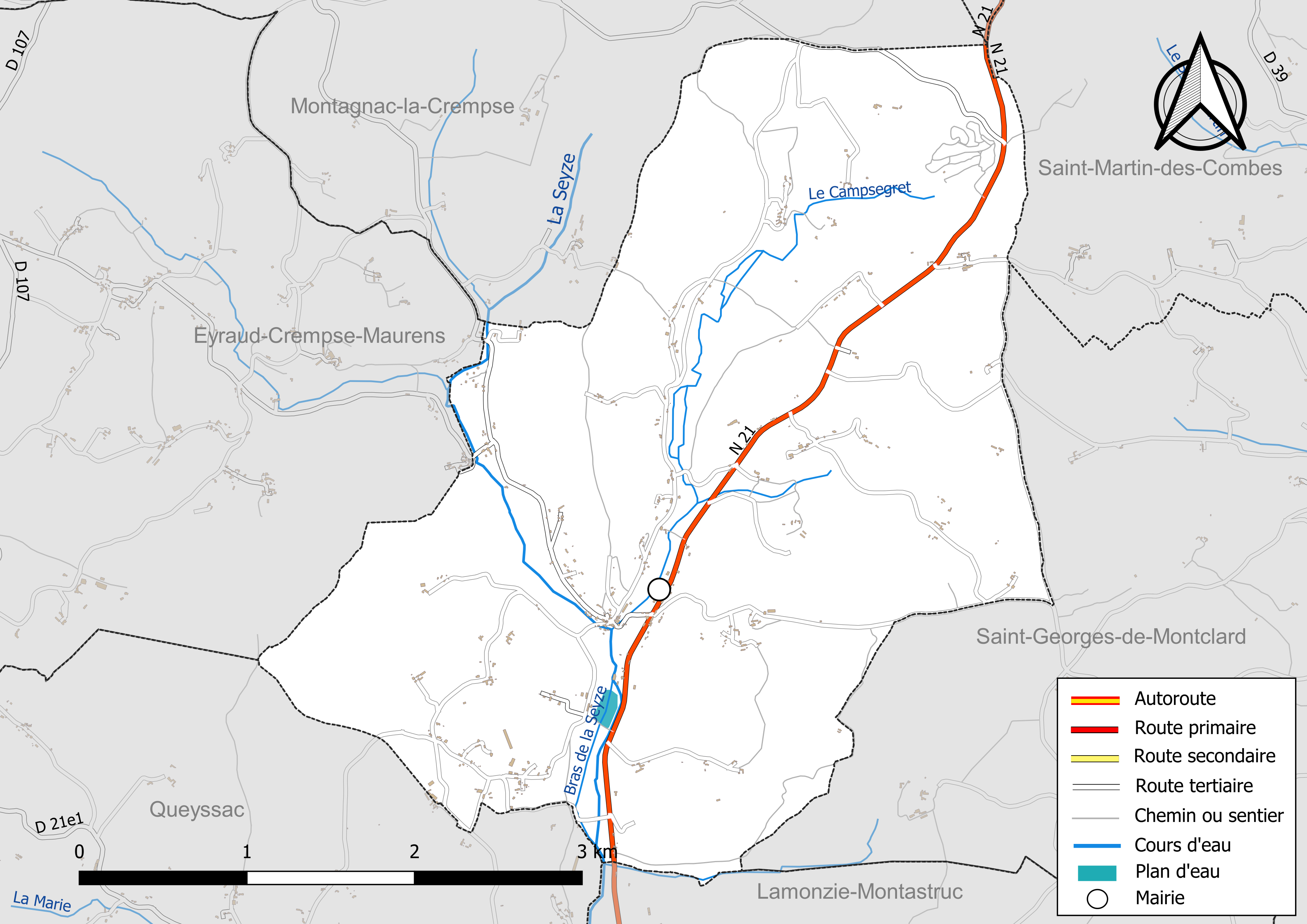
Réseaux hydrographique et routier de Campsegret.
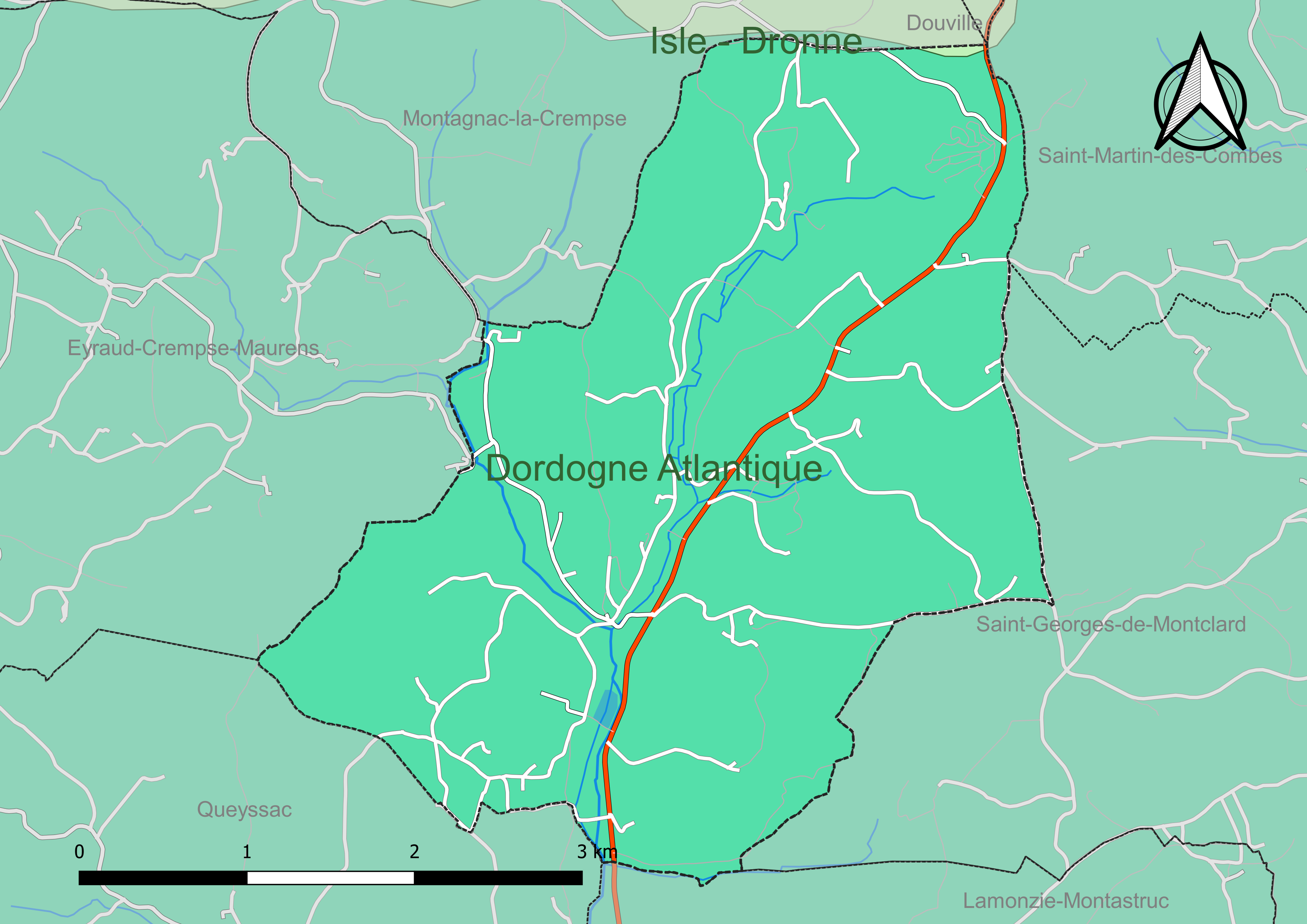
Carte des schémas d'aménagement et de gestion des eaux (SAGE) couvrant le territoire communal de Campsegret.

#### Gestion et qualité des eaux
Le territoire communal est couvert par les schémas d'aménagement et de gestion des eaux (SAGE) « Dordogne Atlantique » et « Isle - Dronne ». Le SAGE « Dordogne Atlantique », dont le territoire correspond au sous‐bassin le plus aval du bassin versant de la Dordogne (aval de la confluence Dordogne - Vézère)., d'une superficie de 2 700 km2 est en cours d'élaboration. La structure porteuse de l'élaboration et de la mise en œuvre est l'établissement public territorial de bassin de la Dordogne (EPIDOR). Le SAGE « Isle - Dronne », dont le territoire regroupe les bassins versants de l'Isle et de la Dronne, d'une superficie de 7 500 km2, a été approuvé le 2 août 2021. La structure porteuse de l'élaboration et de la mise en œuvre est également l'EPIDOR. Ils définissent chacun sur leur territoire les objectifs généraux d’utilisation, de mise en valeur et de protection quantitative et qualitative des ressources en eau superficielle et souterraine, en respect des objectifs de qualité définis dans le troisième SDAGE  du Bassin Adour-Garonne qui couvre la période 2022-2027, approuvé le 10 mars 2022.
La quasi-totalité du territoire communal dépend du SAGE Dordogne Atlantique. Seule une infime partie au nord, près du lieu-dit Coupe-Gorge, est rattachée au SAGE Isle - Dronne.
La qualité des eaux de baignade et des cours d’eau peut être consultée sur un site dédié géré par les agences de l’eau et l’Agence française pour la biodiversité.

### Climat
Pour des articles plus généraux, voir Climat de la Nouvelle-Aquitaine et Climat de la Dordogne.
Historiquement, la commune est exposée à un climat océanique aquitain.  
En 2020, Météo-France publie une typologie des climats de la France métropolitaine dans laquelle la commune est exposée à un climat océanique altéré et est dans la région climatique  Aquitaine, Gascogne, caractérisée par une pluviométrie abondante au printemps, modérée en automne, un faible ensoleillement au printemps, un été chaud (19,5 °C), des vents faibles, des brouillards fréquents en automne et en hiver et des orages fréquents en été (15 à 20 jours).
Pour la période 1971-2000, la température annuelle moyenne est de 12,6 °C, avec  une amplitude thermique annuelle de 15 °C. Le cumul annuel moyen de précipitations est de 868 mm, avec 11,9 jours de précipitations en janvier et 6,4 jours en juillet. Pour la période 1991-2020, la température moyenne annuelle observée sur la station météorologique la plus proche, située sur la commune de Bergerac à 11 km à vol d'oiseau, est de 13,2 °C et le cumul annuel moyen de précipitations est de 792,9 mm,. Pour l'avenir, les paramètres climatiques de la commune estimés pour 2050 selon différents scénarios d’émission de gaz à effet de serre sont consultables sur un site dédié publié par Météo-France en novembre 2022.

## Urbanisme

### Typologie
Au 1er janvier 2024, Campsegret est catégorisée commune rurale à habitat très dispersé, selon la nouvelle grille communale de densité à 7 niveaux définie par l'Insee en 2022.
Elle est située hors unité urbaine. Par ailleurs la commune fait partie de l'aire d'attraction de Bergerac, dont elle est une commune de la couronne,. Cette aire, qui regroupe 73 communes, est catégorisée dans les aires de 50 000 à moins de 200 000 habitants,.

### Occupation des sols
L'occupation des sols de la commune, telle qu'elle ressort de la base de données européenne d’occupation biophysique des sols Corine Land Cover (CLC), est marquée par l'importance des forêts et milieux semi-naturels (57 % en 2018), une proportion sensiblement équivalente à celle de 1990 (56,4 %). La répartition détaillée en 2018 est la suivante : 
forêts (52,7 %), zones agricoles hétérogènes (28,7 %), prairies (14,3 %), milieux à végétation arbustive et/ou herbacée (4,3 %). L'évolution de l’occupation des sols de la commune et de ses infrastructures peut être observée sur les différentes représentations cartographiques du territoire : la carte de Cassini (XVIIIe siècle), la carte d'état-major (1820-1866) et les cartes ou photos aériennes de l'IGN pour la période actuelle (1950 à aujourd'hui).

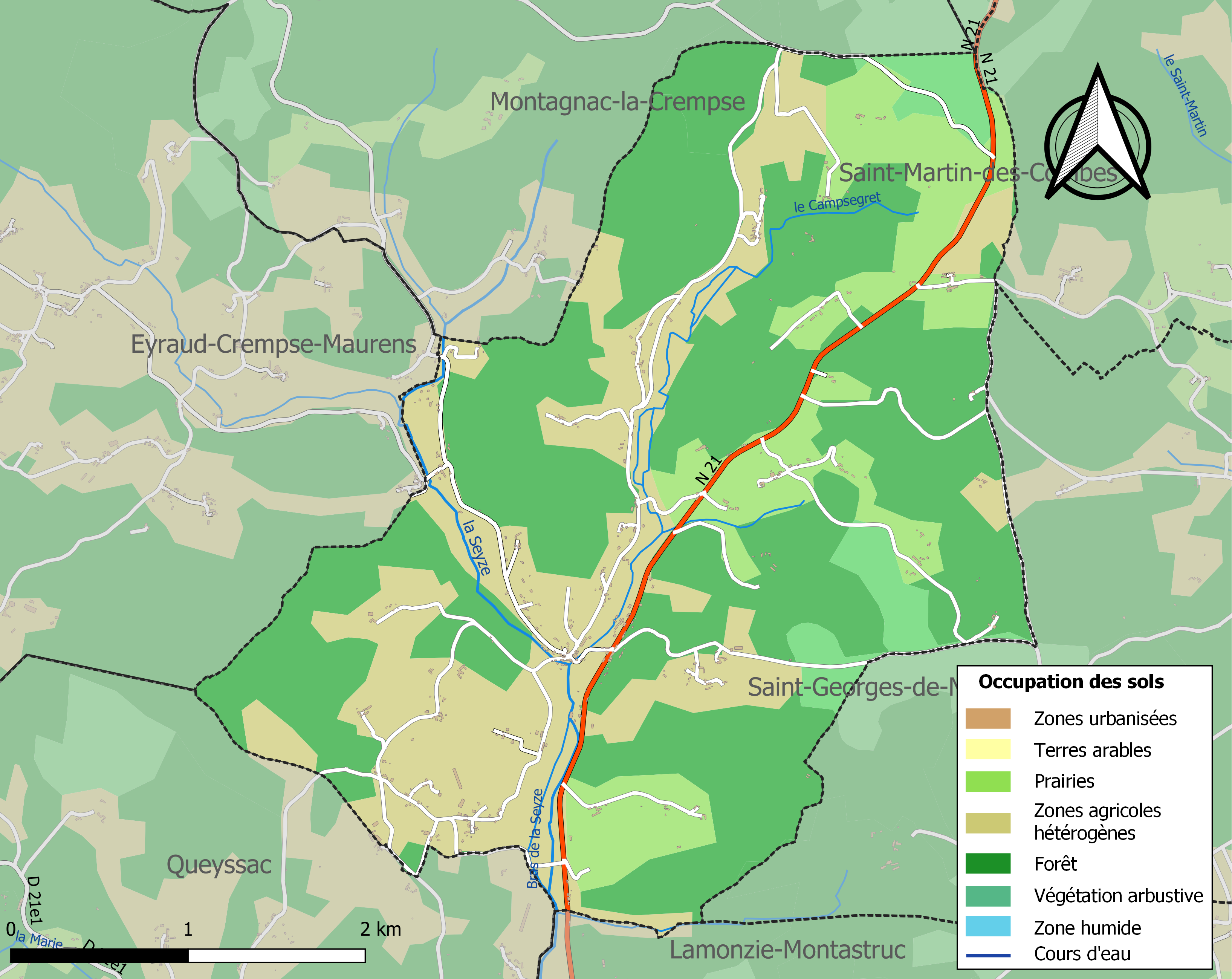
Carte des infrastructures et de l'occupation des sols de la commune en 2018 (CLC).

### Prévention des risques
Le territoire de la commune de Campsegret est vulnérable à différents aléas naturels : météorologiques (tempête, orage, neige, grand froid, canicule ou sécheresse), feux de forêts, mouvements de terrains et séisme (sismicité très faible). Il est également exposé à un risque technologique, le transport de matières dangereuses. Un site publié par le BRGM permet d'évaluer simplement et rapidement les risques d'un bien localisé soit par son adresse soit par le numéro de sa parcelle.

#### Risques naturels
Campsegret est exposée au risque de feu de forêt. L’arrêté préfectoral du 14 mars 2013 fixe les conditions de pratique des incinérations et de brûlage dans un objectif de réduire le risque de départs d’incendie. À ce titre, des périodes sont déterminées : interdiction totale du 15 février au 15 mai et du 15 juin au 15 octobre, utilisation réglementée du 16 mai au 14 juin et du 16 octobre au 14 février. En septembre 2020, un plan inter-départemental de protection des forêts contre les incendies (PidPFCI) a été adopté pour la période 2019-2029,.

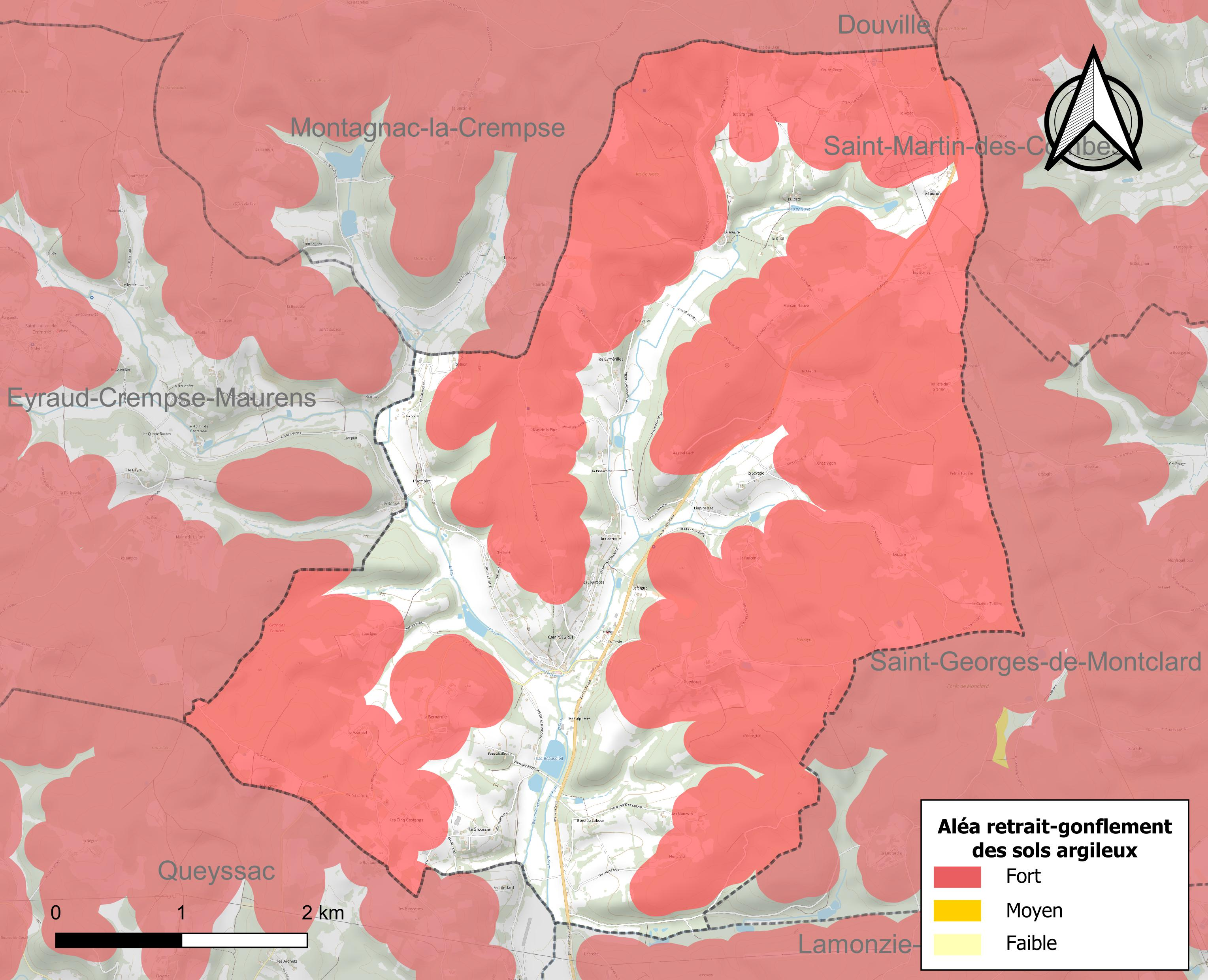
Carte des zones d'aléa retrait-gonflement des sols argileux de Campsegret.

Les mouvements de terrains susceptibles de se produire sur la commune sont des tassements différentiels. Le retrait-gonflement des sols argileux est susceptible d'engendrer des dommages importants aux bâtiments en cas d’alternance de périodes de sécheresse et de pluie. 70,1 % de la superficie communale est en aléa moyen ou fort (58,6 % au niveau départemental et 48,5 % au niveau national métropolitain). Depuis le 1er octobre 2020, en application de la loi ÉLAN, différentes contraintes s'imposent aux vendeurs, maîtres d'ouvrages ou constructeurs de biens situés dans une zone classée en aléa moyen ou fort,.
La commune a été reconnue en état de catastrophe naturelle au titre des dommages causés par les inondations et coulées de boue survenues en 1982, 1983, 1988 et 1999, par la sécheresse en 2005 et par des mouvements de terrain en 1999.

## Toponymie
La première mention écrite connue du lieu date de l'an 1116 sous son nom actuel (Campsegret) dans le cartulaire de l'abbaye de Cadouin,. En 1206, on trouve la forme « Champ-Sagret » et dans un pouillé en 1268 Campus Secretus en latin,.
La première syllabe du nom correspond à l'occitan camp indiquant une plaine cultivée. La seconde partie, Segret, peut avoir plusieurs significations : elle pourrait dériver du latin secretus signifiant « à part », ou de l'ancien français « segré », indiquant un « endroit retiré ». Selon Chantal Tanet et Tristan Hordé, l'hypothèse la plus probable viendrait d'un nom de personnage d'origine germanique, Segeredus ; le nom du lieu correspondrait alors au « domaine de Segeredus ».
En occitan, la commune porte le nom de Camp Sègret.

## Politique et administration

### Rattachements administratifs et électoraux
Dès 1790, la commune de Campsegret est rattachée au canton de Montagnac qui dépend du district de Bergerac jusqu'en 1795, date de suppression des districts. En 1801, le canton est rattaché à l'arrondissement de Bergerac. Le canton de Montagnac est ensuite renommé en canton de Villamblard l'année suivante, à la suite du transfert du chef-lieu de canton depuis Montagnac vers Villamblard.
Dans le cadre de la réforme de 2014 définie par le décret du 21 février 2014, ce canton disparaît aux élections départementales de mars 2015. La commune est alors rattachée électoralement au canton du Périgord central.
En 2017, Beauregard-et-Bassac est rattachée à l'arrondissement de Périgueux,.

### Intercommunalité
Fin 2001, Campsegret intègre dès sa création la communauté de communes du Pays de Villamblard. Celle-ci disparaît au 31 décembre 2016, remplacée au 1er janvier 2017 par la communauté de communes Isle et Crempse en Périgord.

### Administration municipale
La population de la commune étant comprise entre 100 et 499 habitants au recensement de 2017, onze conseillers municipaux ont été élus en 2020,.

### Liste des maires
| Période                                  | Période   | Identité         | Étiquette | Qualité                         |
| ---------------------------------------- | --------- | ---------------- | --------- | ------------------------------- |
| Les données manquantes sont à compléter. |           |                  |           |                                 |
|                                          |           |                  |           |                                 |
| mars 1971                                | mars 2008 | André Leyx       |           |                                 |
| mars 2008                                | mai 2020  | Gérard Malaubier | SE        | Retraité de la police nationale |
| mai 2020                                 | En cours  | Jean-Marie Gellé |           |                                 |

## Équipements et services publics

### Justice
Dans le domaine judiciaire, Campsegret relève : 
- du tribunal judiciaire, du tribunal pour enfants, du conseil de prud'hommes et du tribunal de commerce de Bergerac ;
- du pôle Nationalité du tribunal judiciaire de Périgueux (compétent uniquement dans le domaine de la nationalité) ;
- de la cour d'appel, du tribunal administratif et de la  cour administrative d'appel de Bordeaux.

## Population et société

### Démographie
L'évolution du nombre d'habitants est connue à travers les recensements de la population effectués dans la commune depuis 1793. Pour les communes de moins de 10 000 habitants, une enquête de recensement portant sur toute la population est réalisée tous les cinq ans, les populations de référence des années intermédiaires étant quant à elles estimées par interpolation ou extrapolation. Pour la commune, le premier recensement exhaustif entrant dans le cadre du nouveau dispositif a été réalisé en 2004.

En 2022, la commune comptait 398 habitants, en évolution de +2,31 % par rapport à 2016 (Dordogne : +0,37 %, France hors Mayotte : +2,11 %).
| 1793 | 1800 | 1806 | 1821 | 1831 | 1836 | 1841 | 1846 | 1851 |
| ---- | ---- | ---- | ---- | ---- | ---- | ---- | ---- | ---- |
| 780  | 568  | 674  | 734  | 744  | 750  | 843  | 795  | 785  |

| 1856 | 1861 | 1866 | 1872 | 1876 | 1881 | 1886 | 1891 | 1896 |
| ---- | ---- | ---- | ---- | ---- | ---- | ---- | ---- | ---- |
| 728  | 706  | 632  | 650  | 600  | 626  | 647  | 603  | 572  |

| 1901 | 1906 | 1911 | 1921 | 1926 | 1931 | 1936 | 1946 | 1954 |
| ---- | ---- | ---- | ---- | ---- | ---- | ---- | ---- | ---- |
| 545  | 528  | 511  | 420  | 434  | 407  | 390  | 385  | 390  |

| 1962 | 1968 | 1975 | 1982 | 1990 | 1999 | 2004 | 2006 | 2009 |
| ---- | ---- | ---- | ---- | ---- | ---- | ---- | ---- | ---- |
| 361  | 342  | 351  | 379  | 403  | 351  | 384  | 395  | 399  |

| 2014 | 2019 | 2022 | - | - | - | - | - | - |
| ---- | ---- | ---- | - | - | - | - | - | - |
| 391  | 394  | 398  | - | - | - | - | - | - |

## Économie

### Emploi
En 2015, parmi la population communale comprise entre 15 et 64 ans, les actifs représentent 174 personnes, soit 44,6 % de la population municipale. Le nombre de chômeurs (vingt-huit) a augmenté par rapport à 2010 (vingt-quatre) et le taux de chômage de cette population active s'établit à 16,0 %.

### Établissements
Au 31 décembre 2015, la commune compte 51 établissements, dont vingt-cinq au niveau des commerces, transports ou services, onze dans l'agriculture, la sylviculture ou la pêche, sept dans la construction, cinq dans l'industrie, et trois relatifs au secteur administratif, à l'enseignement, à la santé ou à l'action sociale.

## Culture locale et patrimoine

### Lieux et monuments
- Église Saint-Étienne[57].
- Oratoire dédié à la Vierge Marie, en bordure de la route nationale (RN) 21, édifié en 1958[58].
- Source dite « de l'Auvergnat »[59], au nord du bourg. Régulièrement, des personnes viennent remplir des récipients à cette source révélée en 1860 lors des travaux préalables à l'aménagement de la RN 21[59]. L'origine de cette eau reste inconnue mais semble éloignée car son débit n'augmente que dix à quinze jours après de fortes précipitations[59]. Son appellation viendrait soit de son origine supposée (le Massif central, donc l'Auvergne), soit plus probablement de l'ouvrier auvergnat qui, « d'un coup de pioche aurait fait jaillir l'eau »[59]. Analysée au début des années 2000 par la DDASS, l'eau s'avérait non potable, ce qu'un écriteau signalait, avant qu'il soit arraché[59].
- Le parc du Touron, au bord de la RN 21, accueille de nombreux animaux (chameaux, lamas, vaches naines, zébus, etc.) récupérés auprès de particuliers, de cirques ou d'autres parcs[60]

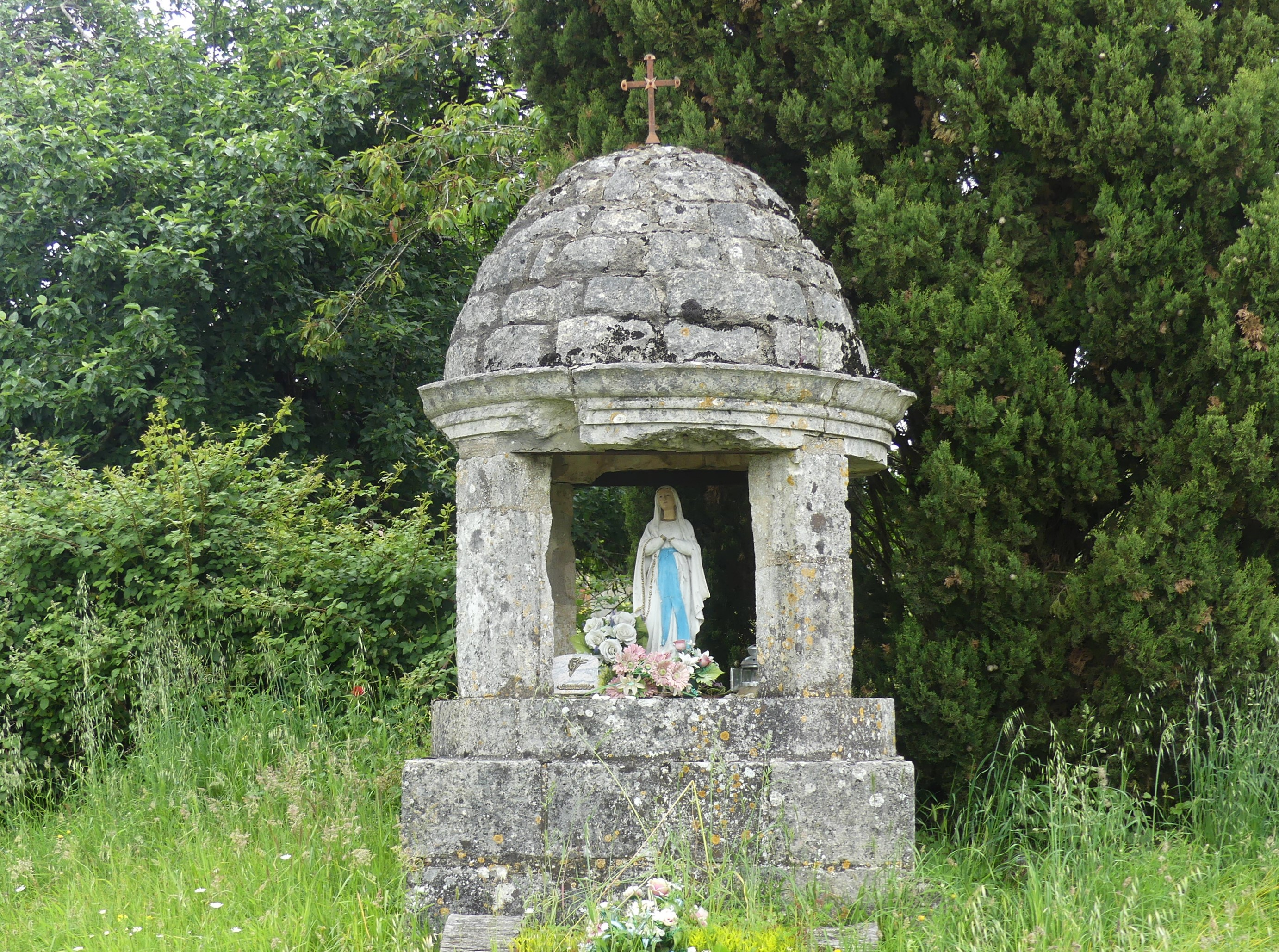
L'oratoire dédié à la Vierge Marie.
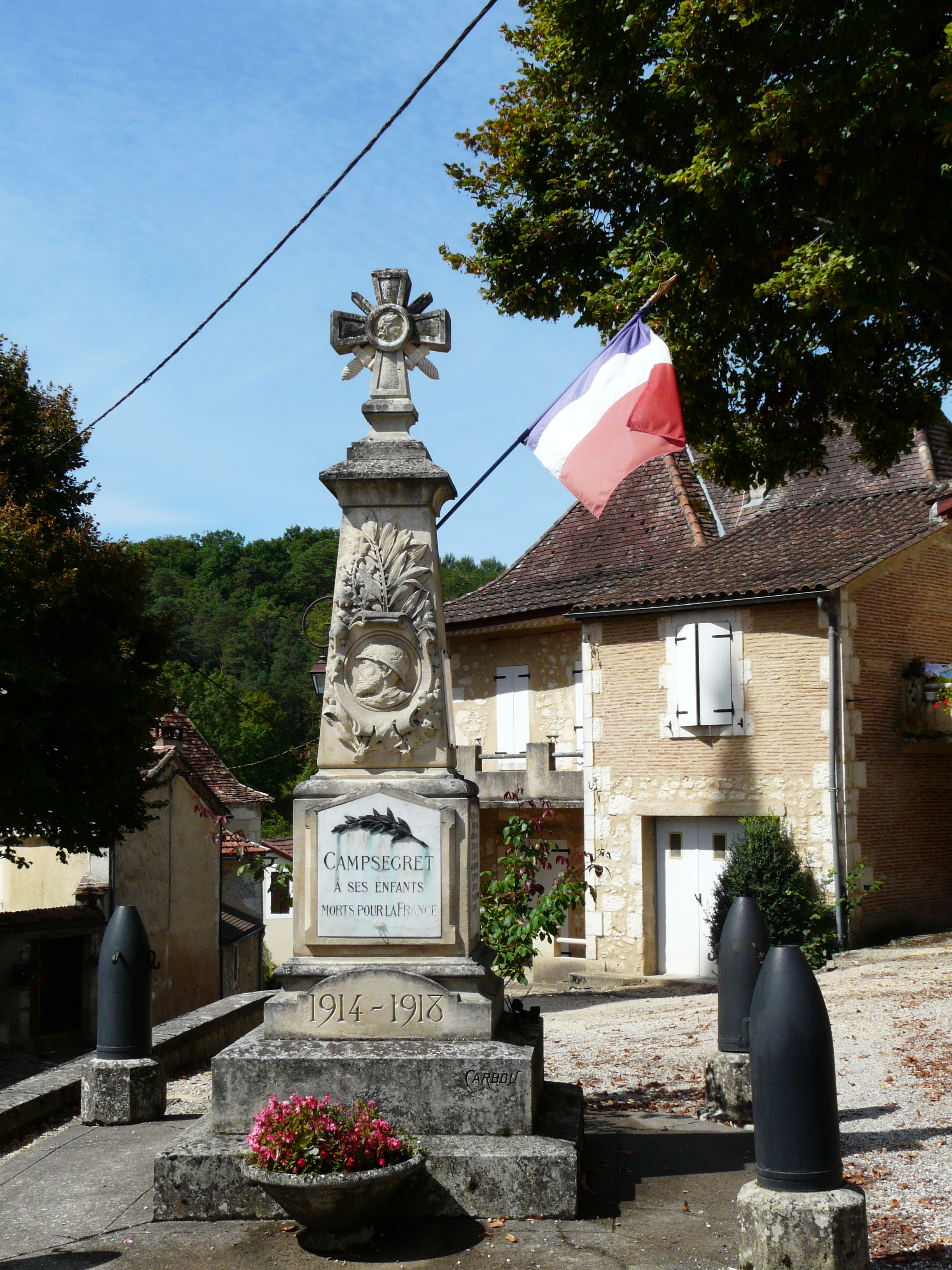
Le monument aux morts.

### Héraldique
| Blason de Campsegret | Blason  | Parti : au 1er de gueules à saint Étienne d'or tenant dans sa dextre une palme du même et dans sa senestre trois cailloux d'argent, au 2d du même au lion de sable ; au chef d'azur chargé de trois coquilles d'argent. |
| Blason de Campsegret | Détails | Adopté par la municipalité. |

## Pour approfondir